# 方伊琪
方伊琪（英語：Cecilia Fong Yi Kei，1957年6月18日—），原名羅淑慧，暱稱方姨，香港女歌手及演員。曾是民建聯成員，為前無綫電視基本藝人合約女藝員。

## 背景
方伊琪原名羅淑慧，在香港島北角春秧街（8歲前）及錦屏街（8歲後）的住宅成長，文藝科目表現較佳。小學三年級被表哥帶到邵氏電影公司報考小演員，結果獲得錄用。雖然曾到旺角受訓，但基於路程遠而放棄。她就讀小學上午校，11至12歲隨姊姊參加香港電台業餘歌唱比賽，13歲時參加無綫電視《聲寶之夜》歌唱比賽，4個燈為滿分，获3個燈評分及音樂教育家葉惠康讚賞。此後得鄰居介紹師從上海名歌星張伊雯學習聲樂，並自14歲開始輟學且在以時代曲聞名的中式夜總會「豪華樓」（現今富豪香港酒店）以替工身份演出。儘管得到外界好評，但因家人初時對歌唱行業持有偏見緣故，加上筆劃較少，她改藝名姓方，並在張伊雯老師建議下取名伊琪，被觀眾暱稱為小安琪。
方伊琪早期的演出只持續了較短時間就因父親反對而暫停，至1975年於夜校完成學業後才正式進入歌壇，相繼在喜萬年等夜總會任駐場歌手至1978年初。她於1976年在夜總會唱歌期間獲風行唱片老闆鍾錦沛賞識及邀請，簽約風行唱片公司推出唱片「時光消逝」。1977年5月開始與音樂家謝永康拍拖，二人旋即於1978年結婚。婚後方伊琪從未淡出娛樂圈，至今發行個人專輯近20張。1982年的唱片「歸航」，同名主打歌曾獲當季香港電台十大中文歌曲龍虎榜冠軍，當年度她原定獲頒白金唱片及十大中文金曲獎，但因其所在的大華唱片公司與主辦方之一的香港作曲家及作詞家協會發生版權糾紛而取消，這也促使她決定不再與大華唱片續約。
方伊琪1976年11月簽約無綫電視，是無綫最早羅至旗下的幾名香港本地歌星之一，多年來作為《歡樂今宵》的基本藝人。除唱歌外，在1980年代無線主辦的「紅星粵劇爭挂帥」比賽中的表現也深受觀衆歡迎。然而，個性內斂自我的她並沒有順勢趨炎而上，亦沒有獲得過主唱無線電視劇主題曲的機會。爲無綫創作多首名曲的作曲家顧嘉煇1981年在美國進修期間曾邀請她赴美作為其慈善演唱會的唯一演出嘉賓，並在2012香港藝術發展獎紀念特刊专访中提到其在夜總會與方伊琪早期的合作經歷。
後來在1984年，方伊琪得到幕後人員介紹認識監製蕭笙，因而參演了首部電視劇集《楚留香之蝙蝠傳奇》。同年與丈夫合組康力金唱片公司。至1997年後重新拍攝劇集，例如《十月初五的月光》、《刑事偵緝檔案》等，多爲客串性質，戲份較重的正式作品爲2006年反映香港樂壇夜總會文化的台慶劇《東方之珠》。她在2000年代初曾擔任香港青暉社的社務顧問。

## 政治立場
1994年，她曾代表當時剛創建的民主建港聯盟，1994年香港區議會選舉中角逐深水埗區議會元洲選區議席，結果由香港民主黨的陸嘉名勝出，此後她並未再繼續參與論政及選舉活動。
方伊琪亦有參與支持港版國安法的聯署。

## 個人生活
方伊琪已婚，丈夫謝永康曾任職酒店職員，是一名作曲家和樂隊領班。二人婚後育有一子。

## 演出作品

### 電視劇（無綫電視）
| 首播   | 劇名               | 角色                                     |
| 1984年 | 楚留香之蝙蝠傳奇   | 燕兒 (中原一點紅之妻)                    |
| 1997年 | 刑事偵緝檔案III    | 梁秋怡（檔案七：魔法幻影）（丁漢昌之妻） |
| 2000年 | 大囍之家           | -                                        |
| 2000年 | 十月初五的月光     | 文貴芳（特別演出）                       |
| 2003年 | 皆大歡喜           | 馬 太                                    |
| 2004年 | 心理心裏有個謎     | 江麗華（話梅）                           |
| 2004年 | 皆大歡喜           | 嘉 瑩                                    |
| 2004年 | 天涯俠醫           | 阮文                                     |
| 2005年 | 奇幻潮             | 志恆母 / Michelle母                      |
| 2005年 | 秀才遇著兵         | -                                        |
| 2005年 | 妙手仁心III        | 周寶珊                                   |
| 2006年 | 東方之珠           | 李玉鳳                                   |
| 2006年 | 點指賊賊賊捉賊     | 芳                                       |
| 2007年 | 溏心風暴           | 李月瑛（特別演出）                       |
| 2007年 | 天機算             | 皇                                       |
| 2008年 | 野蠻奶奶大戰戈師奶 | 馬 太                                    |
| 2009年 | 南華夢飛翔         | Jay母                                    |
| 2009年 | 宮心計             | 宋美玉（宋司珍）                         |
| 2010年 | 讀心神探           | 麗仙姐                                   |
| 2010年 | 天天天晴           | 菲 菲                                    |
| 2011年 | Only You 只有您    | 香李翠妍                                 |
| 2011年 | 點解阿Sir係阿Sir   | 全 母                                    |
| 2011年 | 駁命老公追老婆     | 崔 婷                                    |
| 2011年 | 誰家灶頭無煙火     | 十姑娘                                   |
| 2011年 | 荃加福祿壽探案     | 游 萍                                    |
| 2011年 | 我的如意狼君       | 許夫人                                   |
| 2012年 | 衝呀！瘦薪兵團     | 司馬太                                   |
| 2012年 | 回到三國           | 方玉萍                                   |
| 2012年 | 愛·回家 (第一輯)   | 健 妻                                    |
| 2012年 | 幸福摩天輪         | 芝 媽                                    |
| 2013年 | 戀愛季節           | 余培麗                                   |
| 2013年 | 巨輪               | 郭 太                                    |
| 2014年 | 愛我請留言         | 何關淑貞                                 |
| 2014年 | 我們的天空         | 雄 母                                    |
| 2015年 | 四個女仔三個BAR    | 許 蕙                                    |
| 2015年 | 倩女喜相逢         | 王母娘娘                                 |
| 2015年 | 愛·回家 (第一輯)   | 李 鳴（出現於夢境中）                    |
| 2015年 | 華麗轉身           | 迪迪母親                                 |
| 2015年 | 無雙譜             | 皇                                       |
| 2015年 | 實習天使           | 蔣杜美慧                                 |
| 2016年 | 警犬巴打           | 蘇賦貴                                   |
| 2016年 | 巾帼枭雄之谍血长天 | 王 萍                                    |
| 2017年 | 誇世代             | 何晶晶                                   |
| 2017年 | 溏心風暴3          | 梁 太                                    |
| 2018年 | BB來了             | 姨 媽                                    |
| 2018年 | 是咁的，法官閣下   | 法 官                                    |
| 2019年 | 白色強人           | 球 妻                                    |
| 2020年 | 愛·回家之開心速遞  | 方 太                                    |
| 2023年 | 愛·回家之開心速遞  | Winnie（第2041集）                       |
| 2023年 | 你好，我的大夫     | 山下小姐                                 |
| 2024年 | 黑色月光           | 朱愛霞                                   |

### 電視劇（邵氏兄弟）
| 首播   | 劇名           | 角色   |
| 2020年 | 飛虎之雷霆極戰 | 梁惠芳 |
| 2023年 | 廉政狙擊       | 樊華卿 |

### 電影
- 2008年 蝴蝶飛 飾 佳媽媽
- 2008年 家有囍事2009
- 2011年 我愛HK開心萬歲

### 綜藝節目（無綫電視）
- 1984年 婦女新姿[10]
- 2000年 星光燦爛仁愛堂[11]
- 2001年 名曲滿天星[12]
- 2017年 築·動·愛
- 2023年 歡樂滿東華2023

## 唱片專輯

### 個人唱片
- 1976年 時光消逝
- 1979年 沙鷗
- 1979年 深秋、細雨點點琴聲飄
- 1980年 綠水伴青山
- 1982年 歸航
- 1984年 窗、月下情
- 1989年 方伊琪懷想曲
- 1989年 方伊琪懷想曲第二輯
- 1990年 方伊琪國語懷想曲
- 1990年 方伊琪 新曲加精選13首
- 1997年 喜樂人生
- 2002年 方伊琪 深情演繹 3 CD
- 2007年 不一樣的方伊琪[13]

### 合唱或雜錦專輯
- 1977年 風行金唱片第二輯
- 1978年 雪山飛狐
- 1979年 永恆金曲 73-78年
- 1981年 迎春接福接財神
- 2000年 友情對唱情歌專集（CD+VCD）
- 2000年 電視劇《棋武士》主題曲《愛上你是一生傳奇》（與陳浩德合唱）
- 2001年 唱家班二十年一聚演唱會
- 2002年 金曲滿天星演唱會
- 2002年 鴛鴦譜
- 2004年 箏胡弦情金曲夜
- 2004年 至尊金曲聲雅廊演唱會
- 2007年 粵曲小曲流行曲演唱會

## 外部連結
- 方伊琪的Facebook專頁
- 方伊琪的Instagram帳戶
- 方伊琪的新浪微博
- YouTube上的方伊琪頻道